# 田村木国
田村 木国（たむら もっこく 1889年1月1日 - 1964年6月6日）は、和歌山県出身の俳人・新聞記者。本名省三。笠田町（現かつらぎ町）生。大阪府立北野中学校（現大阪府立北野高等学校） 卒、三高文科を中退。1910年より大阪朝日新聞社で記者として勤め、のち大阪毎日新聞社に移った。
中学時代より句作を始め、大正初期に行友李風らと洗堰吟社を起こす。1917年、高浜虚子に師事。河東碧梧桐にも師事した。1922年、野村泊月、皆吉爽雨らとともに「山茶花」創刊。1934年、「ホトトギス」同人。1946年、休刊していた「山茶花」を復刊し主宰。「狩くらは大月夜なり寝るとせん」など、句に「大」の字を好んで用い、大らかな写生句を詠んだ。句集に『秋郊』『大月夜』『山行』、随筆に『龍の髭』がある。戦後は毎日俳壇の選者も担当した。1964年6月6日死去、75歳だった。

## 「夏の高校野球」の創案者
1915年、箕面有馬電鉄会社（現阪急電鉄株式会社）は、沿線開発の一環として建設した大阪豊中のグラウンドを活用するための相談を大阪朝日新聞社に持ちかけた。このとき担当したのが同社に勤めていた木国で、当時人気の高まっていた中等学校野球の全国大会を提案した。これが上司に認められ、木国は大会開催に向けて各地に赴き参加を呼びかけるなど尽力、第1回全国中等学校優勝野球大会（現全国高等学校野球選手権大会）の実現を見、運営の中心として活躍した。この功績により、1951年の大会で日本高等学校野球連盟から「大会の生みの親」として功労賞が授与されている。